# 樋口村
樋口村（ひぐちむら）は埼玉県の西部、秩父郡に属していた村。現在の長瀞町の北部に当たる。

## 地理
- 河川：荒川

## 歴史
- 1889年（明治22年）4月1日 - 町村制施行により、野上下郷、矢那瀬村が合併し秩父郡樋口村が成立する[1]。野上下郷、矢那瀬村は樋口村の大字となる。
- 1911年（明治44年）9月14日 - 秩父鉄道秩父本線が開通し、大字野上下郷に樋口駅が開業する。
- 1943年（昭和18年）9月8日 - 白鳥村の一部とともに野上町へ編入される[1][2]。樋口村消滅。大字は野上町へ継承された。
- 村名の由来は江戸時代初期より見出せる郷名の『樋口之郷』がこの地にあったことに因む[1]。また、地名である「樋口」の由来については荒川の著名な深淵の名称である「樋ノ口」によると云われている[1]。

## 交通

### 鉄道
- 秩父鉄道秩父本線
  - 樋口駅

## 関連文献
- 「矢那瀬村」『新編武蔵風土記稿』 巻ノ251秩父郡ノ6、内務省地理局、1884年6月。NDLJP:764013/66。
- 「野上下郷」『新編武蔵風土記稿』 巻ノ251秩父郡ノ6、内務省地理局、1884年6月。NDLJP:764013/70。